# Andrew Noble
Andrew Noble (ur. 10 marca 1984 w Edynburgu) – brytyjski narciarz alpejski, uczestnik Zimowych Igrzysk Olimpijskich 2010 w Vancouver. Jego najlepszym wynikiem na igrzyskach olimpijskich jest zajęcie 29. miejsca w 2010 roku w Vancouver w slalomie.
W 2009 roku wziął udział w mistrzostwach świata w narciarstwie alpejskim, gdzie w slalomie gigancie zajął 49. miejsce. Jest to jego najlepszy wynik na mistrzostwach świata.
Wziął też udział w kilku konkursach Pucharu Świata w narciarstwie alpejskim, jednak nigdy nie ukończył zawodów.

## Osiągnięcia

### Zimowe igrzyska olimpijskie
| Igrzyska       | Konkurencja   | Czas    | Wynik |
| -------------- | ------------- | ------- | ----- |
| Vancouver 2010 | Slalom gigant | 2:44.85 | 36.   |
| Vancouver 2010 | Slalom        | 1:46.13 | 29.   |

### Mistrzostwa świata
| Mistrzostwa      | Konkurencja   | Czas    | Wynik |
| ---------------- | ------------- | ------- | ----- |
| Val d'Isère 2009 | Slalom gigant | 1:18.09 | 49.   |
| Val d'Isère 2009 | Slalom        | –       | DNF   |